# سكوت أ. سلاتر
سكوت أ. سلاتر هو سياسي أمريكي، ولد في 28 مايو 1975. نشط حزبياً في الحزب الديمقراطي. وقد انتخب عضو مجلس نواب رود آيلاند ‏.